# Nagada I
A Nagada I. kultúra vagy amrai kultúra az ókori Egyiptom predinasztikus korában a Nagada-kultúra legkorábbi szakasza. Körülbelül i. e. 4400/4000-től i. e. 3500-ig tart.